# Streetfighter

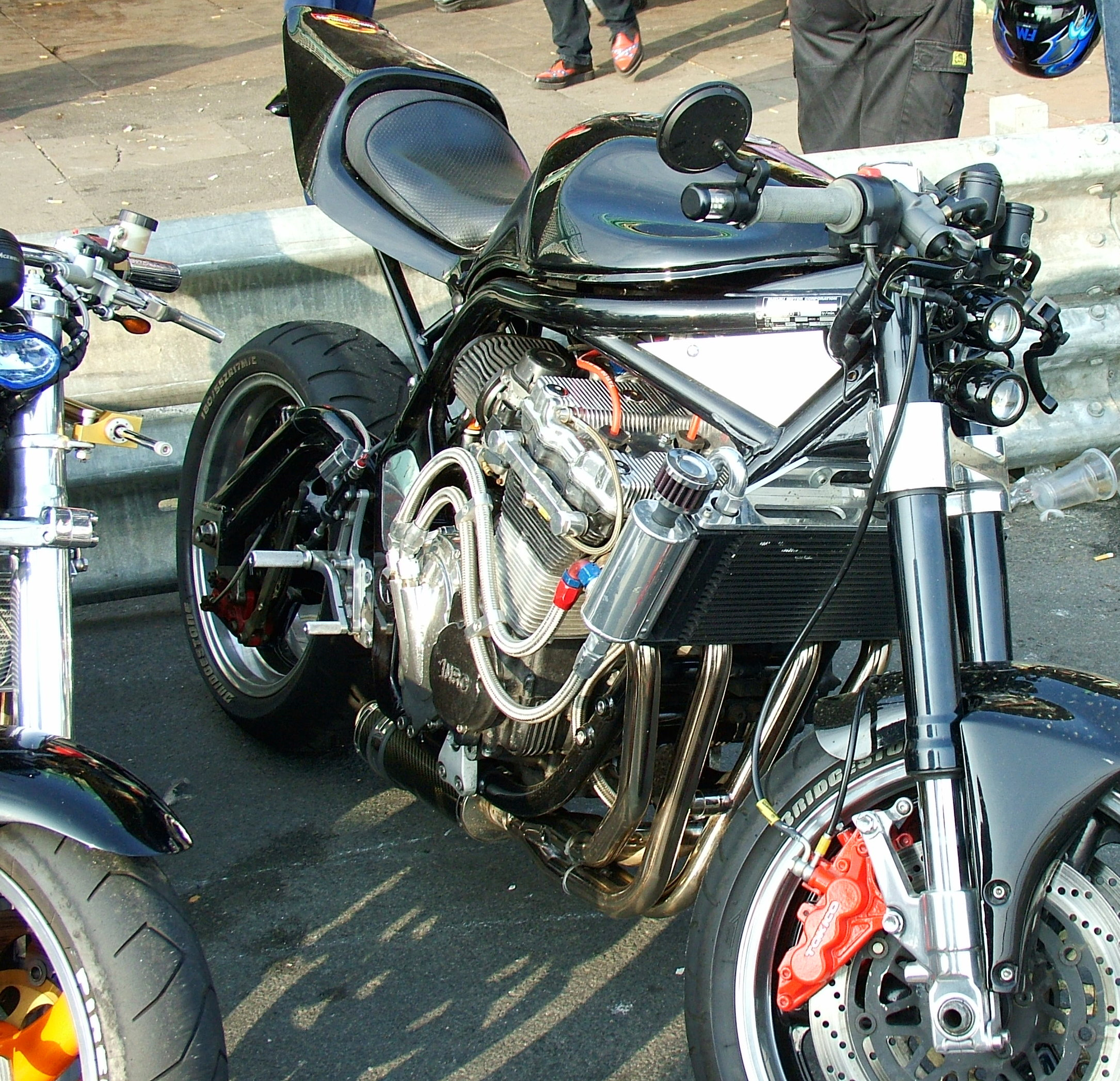
Particolare di una moto streetfighter: si notino l'assenza di carenature e le varie componenti del motore a vista.

Una streetfighter (letteralmente in inglese: combattente di strada) è una motocicletta sportiva personalizzata, alla quale vengono eliminate le carenature e vengono fatte altre modifiche che portano a un look più "aggressivo".

## Caratteristiche
Le principali caratteristiche delle streetfighter sono: rimozione delle carenature, sostituzione dell'impianto di illuminazione, manubrio più alto e largo (stile cross), posteriore generalmente accorciato e riposizionato affinché la coda salga verso l'alto.
Questo tipo di moto ha guadagnato popolarità in tutto il mondo a tal punto che i costruttori hanno cominciato a rispondere alle esigenze del mercato producendo motocicli rassomiglianti (anche se meno estremi come Triumph Speed Triple R, Honda X-11, Buell XB, Kawasaki Z1000) e adottandone perfino la terminologia (Ducati Streetfighter).

## Storia

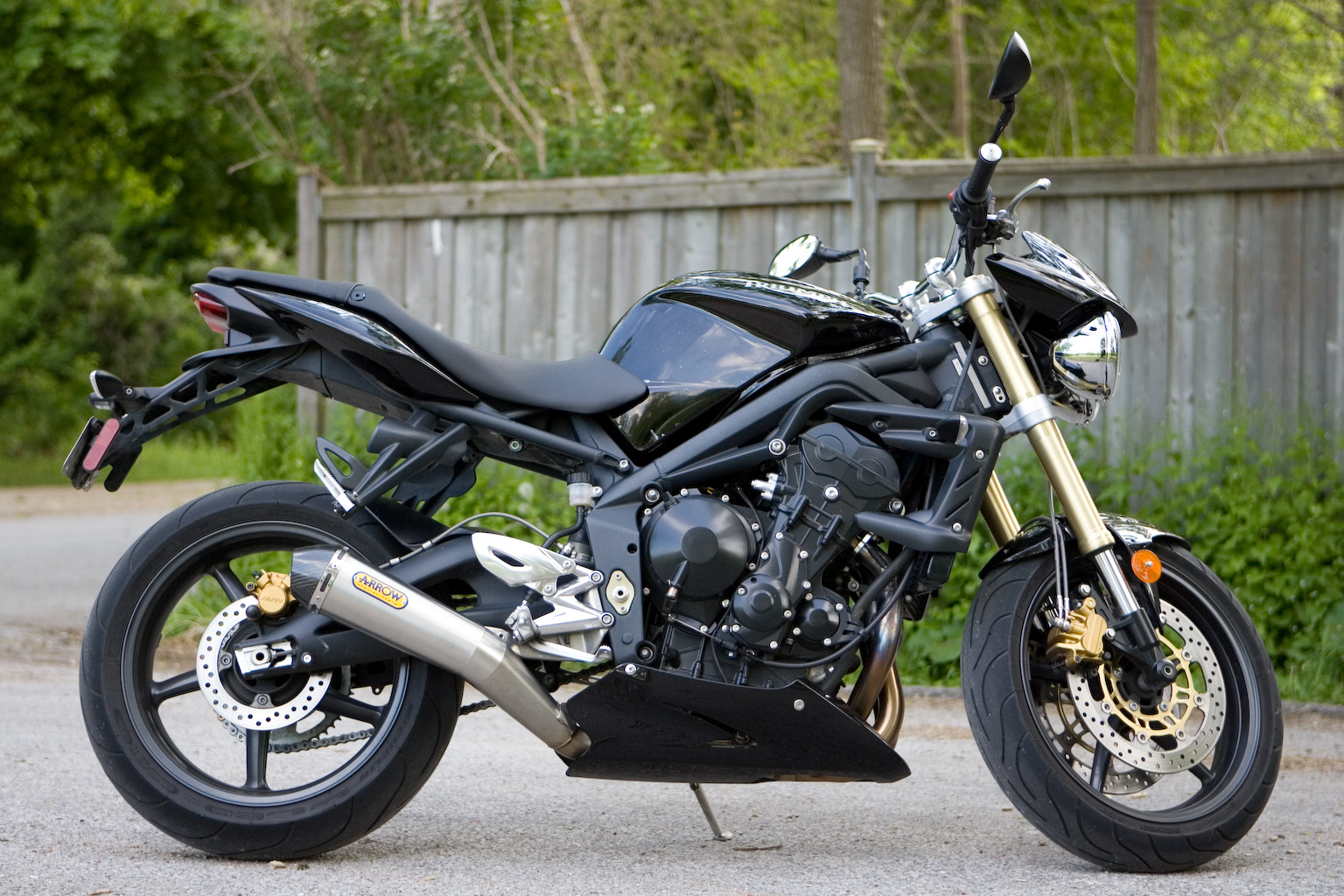
Una Triumph Street Triple.

Anche se basa le sue radici nella cultura styling dei café racer degli anni 1950 e 1960, la streetfighter è ispirata alle nuove moto giapponesi prodotte tra la fine del 1970 e l'inizio del 1980. Il proliferare del genere venne favorito da giovani piloti nel Regno Unito che non potevano permettersi di sostituire le carenature danneggiate dopo impatti ripetuti.
In seguito, sono stati aggiunti i fari più piccoli (per permettere ai freestyler di potersi sedere durante le loro acrobazie), manubrio da cross (per facilitare le evoluzioni effettuate dagli stunt-man), aumento della coppia per aiutare a impennare, coda alta per evitare che raschiasse durante le impennate.
Contribuì a lanciare la moda delle streetfighter la rivista inglese Bike che nel 1983 commissionò ad Andy Sparrow di disegnare un fumetto per sostituire Ogri (un personaggio motociclista dei fumetti britannico).